# Aurélie de Ratisbonne
Pour les articles homonymes, voir Sainte Aurélie.
Aurélie de Ratisbonne († 1027), ou Aurélie de Strasbourg ou Aurèle, est une sainte de l'Église catholique, fille d'Hugues Capet et sœur du roi Robert II le Pieux[réf. nécessaire].
Afin d'échapper à un mariage arrangé par ses parents contre son gré, elle fuit déguisée en pèlerin. Elle rejoint Wolfgang de Ratisbonne, évêque de Ratisbonne, qui la convainc de vivre en solitaire et lui fait construire un ermitage à l'abbaye Saint-Emmeran, près de Ratisbonne, où elle demeure plus de cinquante ans.
La réputation de sa sainteté, prouvée par plusieurs miracles, se répand dès sa mort, en 1027. Ses reliques sont conservées dans une châsse, et son ermitage est transformé en une chapelle qui devient un important lieu de pèlerinage.
Sainte Aurélie est fêtée localement, notamment à Strasbourg, le 15 octobre.